# Tony! Toni! Toné!
Tony! Toni! Toné! war eine US-amerikanische R&B-Band aus Oakland, Kalifornien. Die Band wurde Mitte der 1980er Jahre von den Brüdern D’wayne Wiggins und Raphael Saadiq sowie deren Vetter Timothy Christian Riley gegründet.

## Karriere
Tony! Toni! Toné! verbanden zeitgenössische R&B-Rhythmen mit Soulmusik und traten bei Konzerten grundsätzlich als Band auf. 1988 wurde mit Who? ihr Debütalbum veröffentlicht. Die Single Little Walter erreichte Platz 1 der R&B-Charts. 1990 erschien das Platinalbum The Revival und lieferte vier Nr.-1-Hits in den amerikanischen R&B-Charts. 1993 steigerte die Band mit ihrem dritten Album Sons of Soul den Verkaufserfolg – das Album verkaufte sich allein in den USA über zwei Millionen Mal und bekam eine Grammy-Nominierung. 1996 erschien mit House of Music ihr viertes und bisher letztes Studioalbum. 1997 löste sich die Band auf.
D’wayne Wiggins arbeitete in der Folge einige Zeit in der Musikindustrie als A&R-Manager, verschaffte unter anderem Destiny’s Child ihren zum Durchbruch führenden Plattenvertrag bei Columbia Records, und veröffentlichte im Jahr 2000 ein Soloalbum. Saadiq veröffentlichte 2001 sein Soloalbum und war in der Zwischenzeit zu einem der erfolgreichsten und gefragtesten Produzenten im R&B-Bereich geworden (Stilrichtung Neo Soul). Er gewann mehrere Grammys.
2004 wirkten Tony! Toni! Toné! auf dem Album The Diary of Alicia Keys bei dem Song Diary mit. D’wayne spielte Gitarre und Timothy Riley Schlagzeug. Die Single ist mit Platz 6 der allgemeinen Billboardcharts der größte Crossover-Hit für Tony! Toni! Toné.
Im Jahr 2006 hatten sich die persönlichen Differenzen der drei Gründer gelegt und sie gingen erstmals seit Jahren wieder gemeinsam auf eine kleine Tournee.
D'Wayne Wiggins starb am 7. März 2025 im Alter von 64 Jahren an den Folgen einer Blasenkrebserkrankung.

## Diskografie

### Studioalben
| Jahr | Titel          | Höchstplatzierung, Gesamtwochen, AuszeichnungChartplatzierungen (Jahr, Titel, Platzierungen, Wochen, Auszeichnungen, Anmerkungen) | Höchstplatzierung, Gesamtwochen, AuszeichnungChartplatzierungen (Jahr, Titel, Platzierungen, Wochen, Auszeichnungen, Anmerkungen) | Höchstplatzierung, Gesamtwochen, AuszeichnungChartplatzierungen (Jahr, Titel, Platzierungen, Wochen, Auszeichnungen, Anmerkungen) | Anmerkungen                             |
| Jahr | Titel          | DE | UK | US | Anmerkungen                             |
| ---- | -------------- | --- | --- | --- | --------------------------------------- |
| 1988 | Who?           | — | — | US69 Gold · (46 Wo.)US | Erstveröffentlichung: 18. April 1988    |
| 1990 | The Revival    | — | — | US34 Platin · (64 Wo.)US | Erstveröffentlichung: 20. April 1990    |
| 1993 | Sons of Soul   | — | UK66 (1 Wo.)UK | US24 ×2Doppelplatin · (43 Wo.)US                                                                                                  | Erstveröffentlichung: 22. Juni 1993     |
| 1996 | House of Music | — | — | US32 Platin · (31 Wo.)US | Erstveröffentlichung: 19. November 1996 |

### Kompilationen
| Jahr | Titel       | Anmerkungen                            |
| ---- | ----------- | -------------------------------------- |
| 1997 | Hits        | Erstveröffentlichung: 28. Oktober 1997 |
| 2001 | The Best of | Erstveröffentlichung: 14. August 2001  |
| 2011 | Icon        | Erstveröffentlichung: 1. März 2011     |

### Singles
| Jahr | Titel Album                                         | Höchstplatzierung, Gesamtwochen, AuszeichnungChartplatzierungen (Jahr, Titel, Album, Platzierungen, Wochen, Auszeichnungen, Anmerkungen) | Höchstplatzierung, Gesamtwochen, AuszeichnungChartplatzierungen (Jahr, Titel, Album, Platzierungen, Wochen, Auszeichnungen, Anmerkungen) | Höchstplatzierung, Gesamtwochen, AuszeichnungChartplatzierungen (Jahr, Titel, Album, Platzierungen, Wochen, Auszeichnungen, Anmerkungen) | Anmerkungen                                              |
| Jahr | Titel Album                                         | DE | UK | US | Anmerkungen                                              |
| ---- | --------------------------------------------------- | --- | --- | --- | -------------------------------------------------------- |
| 1988 | Little Walter Who?                                  | — | — | US47 (10 Wo.)US | Erstveröffentlichung: 13. Juli 1988                      |
| 1990 | The Blues The Revival                               | — | — | US46 (10 Wo.)US | Erstveröffentlichung: 5. März 1990                       |
| 1990 | Feels Good The Revival                              | — | — | US9 Gold · (25 Wo.)US | Erstveröffentlichung: 15. Juni 1990                      |
| 1990 | Oakland Stroke The Revival                          | — | UK50 (5 Wo.)UK | — | Erstveröffentlichung: Juni 1990                          |
| 1990 | It Never Rains (In Southern California) The Revival | — | UK69 (2 Wo.)UK | US34 (15 Wo.)US | Erstveröffentlichung: 14. Oktober 1990                   |
| 1991 | Whatever You Want The Revival                       | — | — | US48 (11 Wo.)US | Erstveröffentlichung: März 1991                          |
| 1993 | If I Had No Loot Sons of Soul                       | DE55 (12 Wo.)DE | UK44 (3 Wo.)UK | US7 Gold · (21 Wo.)US | Erstveröffentlichung: 1. Juni 1993                       |
| 1993 | Anniversary Sons of Soul                            | — | — | US10 Gold · (20 Wo.)US | Erstveröffentlichung: 14. September 1993                 |
| 1994 | (Lay Your Head on My) Pillow Sons of Soul           | — | — | US31 (15 Wo.)US | Erstveröffentlichung: 11. Januar 1994                    |
| 1994 | Leavin’ Sons of Soul                                | — | — | US82 (5 Wo.)US | Erstveröffentlichung: 12. April 1994                     |
| 1996 | Let’s Get Down House of Music                       | — | UK33 (2 Wo.)UK | — | featuring DJ Quik Erstveröffentlichung: 28. Oktober 1996 |
| 1997 | Thinking of You House of Music                      | — | — | US22 (20 Wo.)US | Erstveröffentlichung: 11. März 1997                      |

### Als Gastmusiker
| Jahr | Titel Album                    | Höchstplatzierung, Gesamtwochen, AuszeichnungChartplatzierungen (Jahr, Titel, Album, Platzierungen, Wochen, Auszeichnungen, Anmerkungen) | Höchstplatzierung, Gesamtwochen, AuszeichnungChartplatzierungen (Jahr, Titel, Album, Platzierungen, Wochen, Auszeichnungen, Anmerkungen) | Höchstplatzierung, Gesamtwochen, AuszeichnungChartplatzierungen (Jahr, Titel, Album, Platzierungen, Wochen, Auszeichnungen, Anmerkungen) | Anmerkungen                                                             |
| Jahr | Titel Album                    | DE | UK | US | Anmerkungen                                                             |
| ---- | ------------------------------ | --- | --- | --- | ----------------------------------------------------------------------- |
| 2004 | Diary The Diary of Alicia Keys | — | — | US8 Platin · (28 Wo.)US | Erstveröffentlichung: 29. Juni 2004 Alicia Keys feat. Tony! Toni! Toné! |